# Terry Blair
Terry Blair (* 16. September 1961; † 11. Mai 2024 in Mineral Point, Missouri) war ein US-amerikanischer Serienmörder, der mindestens sieben Frauen in Kansas City, Missouri, vergewaltigte und tötete.

## Familie
Terry Blair wuchs in einer Familie auf, die des Öfteren mit dem Gesetz in Konflikt geriet. Er war das viertälteste Kind von insgesamt 10 Kindern. Seine Mutter litt an einer psychischen Erkrankung.
Während sein Bruder Walter Blair Jr. eine Haftstrafe für ein anderes Verbrechen verbüßte, traf dieser einen Mann, der ihm 6.000 $ zahlen würde, wenn Walter Blair eine Frau namens Katharine Allen tötete. Blair gestand, Allen entführt und erschossen zu haben. Er wurde wegen Mordes verurteilt und 1993 hingerichtet.
Halbbruder Clifford Miller wurde 1992 wegen Entführung und Vergewaltigung einer Frau verurteilt. Er schoss der Frau in den Arm und fuhr sie zu einem verlassenen Haus, bevor er sie wiederholt vergewaltigte und schlug. Sie erlitt eine Schusswunde, Schädelbruch, Kieferbruch und gebrochene Wangenknochen. Clifford Miller wurde zu zweimal lebenslänglich und 240 Jahren wegen Entführung und Vergewaltigung verurteilt.
Mutter Janice Blair erschoss Elton E. Gray, wurde aber nach einer psychologischen Untersuchung zu einer Bewährungsstrafe verurteilt.
Neffe Diamant Blair wurde im Jahr 2013 wegen Mordes an Kevin Ashline Montague verurteilt.

## Liste der Opfer von Terry Blair
- Angela Monroe starb 1982.
- Anna Ewing (42) starb am oder vor dem 14. Juli 2004.
- Patricia Wilson Butler (58) starb am oder vor dem 2. September 2004.
- Sheliah McKinzie (38) starb am oder vor dem 2. September 2004.
- Darci I. Williams (25) starb am oder vor dem 4. September 2004.
- Carmen Hunt (40) starb am 4. September 2004.
- Claudette Juniel (31) starb am oder vor dem 4. September 2004.

Blair wurden auch zwei andere Morde (Sandra Reed und Nellia Harris), Körperverletzung und drei Vergewaltigungen vorgeworfen. Später wurden diese Vorwürfe zurückgenommen.

## Mord an Angela Monroe
Im Jahr 1982 wurde die schwangere Angela Monroe, Mutter von zwei Kindern, von Blair ermordet. Blair wurde zu 25 Jahren Haft für diesen Mord verurteilt. Nach 21 Jahren kam er auf Bewährung auf freien Fuß.

## Prozess und Verurteilung für die Morde in den Jahren 2003–2004
Am 15. Oktober 2004 wurde gegen Terry Blair wegen 7-fachen Mordes, Körperverletzung und 3 Vergewaltigungen Anklage erhoben.
Die Morde kamen ans Licht, als ein Anrufer die Polizei über den Fundort der Leichen informierte und erklärte, dass er der Täter sei. Als Grund für die Morde sagte er, es seien Prostituierte und somit Abschaum. Die Ermittler stellten fest, dass der Täter in der Nähe des Fundorts leben musste. Mithilfe von Linguistik bekamen sie heraus, dass die Stimme die von Blair war.
Obwohl die Beweislage vor allem auf Indizien beruhte – z. B. wurde sein Sperma auf einem Opfer nachgewiesen – wurde Anklage erhoben. Blair verteidigte sich damit, dass dieses Beweisstück nur belege, dass er Sex mit dem Opfer hatte. Die Anklage entgegnete, dass, da sie danach nicht aufgeräumt hatte, er der letzte gewesen sein muss, der sie lebend gesehen hat. Weil Blair weiterhin jede Verantwortung für die Verbrechen leugnete, kann nicht mit Sicherheit gesagt werden, dass er aus dem Zwang, Prostituierte zu töten, handelte.
Die Staatsanwaltschaft vereinbarte in einem Deal, auf die Todesstrafe zu verzichten, wenn Blair seinerseits auf sein Recht verzichtete, seinen Fall in einem öffentlichen Gerichtsverfahren zu verhandeln. Am 27. März 2008 wurde Blair von Richter John O’Malley dieser sechs Morde für schuldig befunden und zu lebenslanger Haft verurteilt, ohne die Möglichkeit einer Bewährung.
Blair war im Potosi Correctional Center in Mineral Point, Missouri untergebracht.
Blair ging in Berufung, diese wurde jedoch von Missouris Berufungsgericht im August 2009 abgewiesen.
Er starb im Mai 2024 im Gefängniskrankenhaus.

## In den Medien
Die Morde Blairs wurden in den Episoden „A Serial Killer Calls“ und „The Killer Speaks“ aus der Serie The first 48 vorgestellt.